# شتاين كارلسن
شتاين كارلسن (بالنرويجية البوكمول: Stein Karlsen)‏ هو لاعب كرة قدم نرويجي في مركز الهجوم، ولد في 1 سبتمبر 1948 في النرويج. شارك مع منتخب النرويج لكرة القدم. أما مع النوادي، فقد لعب مع Hamarkameratene ‏.

## وصلات خارجية
- شتاين كارلسن على موقع اتحاد النرويج (النرويجية)
- شتاين كارلسن على موقع ناشيونال فوتبول تيمز (الإنجليزية)
- شتاين كارلسن على موقع عالم كرة القدم.نت (الإنجليزية)